# 物質界面
物質科學中的界面是物質界面的簡稱，是在不同物质或不同物质状态之間的邊界區域。物質和大气层（或是真空）之間的邊界也稱為表面，是表面科學研究的主題。在探討熱平衡時，會將不同相的物質之間的邊界稱為相邊界，像晶粒裡的晶粒边界也是一種邊界。
界面的重要性視系統而定，若界面相對體積的比例越大，其影響也就越大。因此，在一些面積體積比很大的系統（例如膠體）中，界面的影響就很大了。
界面可以是平的，也可能是曲面。像沙拉醬裡的油滴就是球形的，而一杯水中，水和空氣的界面幾乎就是平的。
表面張力是有關液面的物理性質。針對平坦表面上的液面，液態-蒸氣界面會保持平坦，使介面面積最小，系統热力学自由能也最小。若是粗糙表面上的的液面，會因為表面张力]]而有彎液面，而分离压（disjoining pressure）會讓液面與基底共形。彎液面形狀的平衡是毛細張力和disjoining pressure之間的平衡。
界面可以產生許多光學現象，例如折射。透镜就是利用了玻璃和空氣界面的特性。
像气溶胶中氣態和液態的界面，就是典型的物質界面系統。